# Mouhcine Rhaili
Mouhcine Rhaili, né le 14 août 1981 à Casablanca, est un coureur cycliste marocain.

## Palmarès et classements mondiaux

### Palmarès par année
- 2005
  - 4e étape du Tour du Sénégal
- 2009
  - 1re étape du Tour d'Égypte
- 2010
  - 3e du championnat du Maroc du contre-la-montre

### Classements mondiaux
| Année           | 2006 | 2007 | 2008 | 2009 | 2010 | 2011 | 2012 |
| --------------- | ---- | ---- | ---- | ---- | ---- | ---- | ---- |
| UCI Africa Tour | 72e  | 93e  |      | 106e | 84e  |      | 81e  |